# Richard Adolf Zsigmondy
Richard Adolf Zsigmondy, madžarsko-avstrijski kemik, nobelovec, * 1. april 1865, Dunaj, Avstrijsko cesarstvo, † 23. september 1929, Göttingen, Nemčija.
Proslavil se je z raziskavami koloidov, zlasti koloidnega zlata, ki daje rdečo barvo rubinskemu steklu. V ta namen je s sodelavcem Henryjem Siedentopfom izumil ultramikroskop za preučevanje delcev, ki so bili premajhni za opazovanje s takrat dostopnimi svetlobnimi mikroskopi, in uvedel enoto nanometer za opis njihove velikosti. Za svoje delo na tem področju je prejel Nobelovo nagrado za kemijo leta 1925.

## Življenje in delo
Rodil se je v družini madžarskega zdravnika in se že zgodaj začel zanimati za kemijo. Imel je sestro, ki je mlada umrla, in tri brate, dva od katerih sta se proslavila kot alpinista. Njihov oče je umrl, ko je bil Richard star 15 let, zato jih je odtlej vzgajala mati, ki je podpirala njihova zanimanja.
Najprej se je usmeril v organsko kemijo in diplomiral na Tehniški visoki šoli na Dunaju, nato pa še na Tehniški visoki šoli v Münchnu ter leta 1889 pridobil doktorat iz organske kemije na Univerzi v Erlangnu. Med podoktorskim usposabljanjem na Humboldtovi univerzi v Berlinu, kjer je imel položaj asistenta, pa ga je takratni mentor, fizik August Kundt navdušil za anorgansko kemijo, zlasti koloide.
V pripravah na habilitacijo na Tehniški visoki šoli v Gradcu (zdaj Tehniška univerza v Gradcu) se je začel ukvarjati z vprašanjem narave delcev zlata v rubinskem steklu, za katere so raziskovalci takrat menili, da so suspenzija. Vzporedno je sedem let raziskoval rubinsko steklo v steklarni Schott, nato pa je postal samostojni raziskovalec v Jeni.
Zsigmondy je presodil, da s kemično analizo ni mogoče razvozlati skrivnosti, zato se je začel posluževati fizikalnih metod. Vendar pa so delci zlata, ki dajejo rdečo barvo steklu, manjši tudi od teoretično največje ločljivosti svetlobnega mikroskopa. Zato je s Siedentopfom, ki ga je spoznal v Schottu, razvil t. i. ultramikroskop, napravo, ki izkorišča Tyndallov pojav – sipanje svetlobe zaradi delcev, čeprav manjših od njene valovne dolžine. S tem mikroskopom, ki so ga v naslednjih letih aktivno izboljševali, je Zsigmondy izmeril velikost teh delcev in predlagal, da je rdeča barva posledica Brownovega gibanja delcev. Hipotezo, ki sta jo kasneje s teoretskim modelom dodelala Einstein in Smoluchowski, je kasneje eksperimentalno potrdil Jean Perrin, kar je predstavljalo pomemben dokaz za obstoj atoma.
Leta 1907 se je Zsigmondy preselil v Göttingen, kjer je postal docent na tamkajšnji univerzi. Naslednje leto je bil imenovan za direktorja Inštituta za anorgansko kemijo in leta 1919 za rednega profesorja. Ultramikroskop je s sodelavci izpopolnil, da je bilo možno z njim opazovati tudi koloidne delce v kapljevinah, in prispeval še več temeljnih odkritij na področju koloidne kemije.

## Priznanja
Širše pozornosti so bila njegova odkritja deležna po prvi svetovni vojni, ko je prejel številna priznanja za svoje delo. Med njimi so častni doktorati Tehniških univerz na Dunaju in v Gradcu ter Univerze v Königsbergu, pa tudi dopisno ali tuje članstvo v več akademskih ustanovah ali drugih združenjih učenjakov.
Leta 1926 je prejel še najvišje priznanje, Nobelovo nagrado za kemijo (retrospektivno za leto 1925), ki je bila po besedah takratnega tajnika Kraljeve švedske akademije znanosti zgolj »izpolnitev enoglasne sodbe celotnega znanstvenega sveta«.
Po njem se imenuje krater Zsigmondy na Luni.